# Emre Mor
Emre Mor (sinh ngày 24 tháng 7 năm 1997) là một cầu thủ bóng đá chuyên nghiệp người Thổ Nhĩ Kỳ-Đan Mạch hiện đang thi đấu ở vị trí tiền vệ cánh hoặc tiền đạo cho câu lạc bộ Fenerbahçe tại Süper Lig.

## Đầu đời
Emre Mor sinh ngày 24 tháng 7 năm 1997 và lớn lên ở Brønshøj, Copenhagen, Đan Mạch. Mẹ là người Thổ Nhĩ Kỳ gốc Bắc Macedonia và cha anh là người Thổ Nhĩ Kỳ. Anh mang quốc tịch Đan Mạch và Thổ Nhĩ Kỳ.

## Sự nghiệp câu lạc bộ

### Sự nghiệp ban đầu
Vào tháng 12 năm 2013, Mor thử việc ở Saint-Étienne nhưng không nhận được hợp đồng.
Mor chơi ở Lyngby ở cấp độ U-17 và U-19 trước khi ra mắt cho câu lạc bộ vào tháng 1 năm 2015. Vào năm 2016, anh bị sa thải do có vấn đề về thái độ.

### FC Nordsjælland
Vào ngày 31 tháng 1 năm 2015, Mor ký hợp đồng với FC Nordsjælland mặc dù các câu lạc bộ khác ở Superliga và nước ngoài tán tỉnh anh. Mor dự định ban đầu chơi cho đội U-19.
Mor ra mắt chính thức cho FC Nordsjælland vào ngày 28 tháng 11 năm 2015. Trong trận đấu này, Mor vào sân từ băng ghế dự bị nhưng vào thay Guðmundur Þórarinsson ở phút 84 trong trận thua 0–1 trước Randers FC ở Giải bóng đá vô địch quốc gia Đan Mạch. Trong trận đấu tiếp theo sau trận ra mắt đó, Mor có tên trong đội hình xuất phát gặp Brøndby IF. Màn trình diễn của Mor với FCN đã giúp anh có được một hợp đồng mới và được thăng hạng lên đội một từ tháng 1 năm 2016.

### Borussia Dortmund
Vào ngày 7 tháng 6 năm 2016, Mor chuyển đến câu lạc bộ Borussia Dortmund tại Bundesliga và ký hợp đồng 5 năm với câu lạc bộ này. Vào ngày 14 tháng 9 năm 2016, Mor có trận ra mắt UEFA Champions League khi vào sân thay cho Ousmane Dembélé ở phút thứ 75 trong chiến thắng 6–0 ở trận đấu đầu tiên trong vòng bảng UEFA Champions League trước Legia Warszawa. Vào ngày 17 tháng 9 năm 2016, anh có trận ra mắt Bundesliga khi vào sân thay cho Ousmane Dembélé ở phút thứ 64 trong chiến thắng 6–0 trước SV Darmstadt 98. Cũng trong trận này, anh ghi bàn thắng đầu tiên ở Bundesliga ở phút thứ 88.
Trong buổi tập sau thất bại trước Bayern Munich hồi tháng 4 năm 2017, Mor và các đồng đội được HLV trưởng lúc đó, Thomas Tuchel, và huấn luyện viên thể lực Rainer Schrey cho tập chạy. Khi Tuchel và Schrey hướng dẫn Mor tiếp tục chạy thêm một vòng nữa, Mor được cho là đã lớn tiếng phản đối và điều này khiến Tuchel phản ứng dữ dội. Đầu năm 2017, Dortmund không hài lòng với thái độ và sự sẵn lòng hòa nhập với đội của Mor.
Sau khi mùa giải 2016–17 kết thúc, Mor ra sân ba lần ở UEFA Champions League, ra sân 12 lần và ghi một bàn thắng tại Bundesliga và cùng BVB giành vị trí thứ ba cùng đội và đồng thời giành được DFB-Pokal 2016–17.

### Celta Vigo
Vào cuối tháng 8 năm 2017, Mor chuyển đến câu lạc bộ Celta Vigo tại La Liga và ký hợp đồng 5 năm với câu lạc bộ này. Vụ chuyển nhượng này là đắt thứ nhì trong lịch sử câu lạc bộ cho đến nay.
Emre Mor chơi trận đầu tiên cho Celta Vigo vào ngày 10 tháng 9 năm 2017 trong chiến thắng 1–0 ở vòng thi đấu thứ ba trước Deportivo Alavés. Anh ghi bàn thắng đầu tiên cho câu lạc bộ vào ngày 16 tháng 10 năm 2017 trong chiến thắng 5–2 trên sân khách vào vòng thi đấu thứ tám trước UD Las Palmas. Vào ngày 2 tháng 5 năm 2018, Emre Mor bị đình chỉ. Vào thời điểm đó, anh đã ra sân 23 lần ở La Liga (một bàn thắng) và ra sân 4 lần ở Copa del Rey. Trong mùa giải 2018–19, Mor ra sân hai lần ở Copa del Rey và mười lần ra sân ở La Liga mặc dù anh tạm thời bị loại khỏi các buổi tập của đội.

## Thống kê sự nghiệp

### Câu lạc bộ
Tính đến 4 tháng 12 năm 2023
| Câu lạc bộ              | Mùa giải            | Giải vô địch        | Giải vô địch | Giải vô địch | Cúp quốc gia | Cúp quốc gia | Khác | Khác | Châu lục | Châu lục | Tổng cộng | Tổng cộng |
| Câu lạc bộ              | Mùa giải            | Hạng đấu            | Trận         | Bàn          | Trận         | Bàn          | Trận | Bàn  | Trận     | Bàn      | Trận      | Bàn       |
| ----------------------- | ------------------- | ------------------- | ------------ | ------------ | ------------ | ------------ | ---- | ---- | -------- | -------- | --------- | --------- |
| Nordsjælland            | 2015–16             | Danish Superliga    | 13           | 2            | 0            | 0            | 1    | 1    | —        | —        | 14        | 3         |
| Borussia Dortmund       | 2016–17             | Bundesliga          | 12           | 1            | 3            | 0            | 1    | 0    | 3        | 0        | 19        | 1         |
| Celta Vigo              | 2017–18             | La Liga             | 23           | 1            | 4            | 0            | —    | —    | —        | —        | 27        | 1         |
| Celta Vigo              | 2018–19             | La Liga             | 10           | 0            | 2            | 0            | —    | —    | —        | —        | 12        | 0         |
| Celta Vigo              | 2020–21             | La Liga             | 11           | 0            | 2            | 1            | —    | —    | —        | —        | 13        | 1         |
| Celta Vigo              | Tổng cộng           | Tổng cộng           | 44           | 1            | 8            | 1            | 0    | 0    | 0        | 0        | 52        | 2         |
| Galatasaray (mượn)      | 2019–20             | Süper Lig           | 10           | 0            | 2            | 0            | 1    | 0    | 4        | 0        | 17        | 0         |
| Olympiacos (mượn)       | 2019–20             | Super League Greece | 0            | 0            | 2            | 0            | —    | —    | 0        | 0        | 2         | 0         |
| Fatih Karagümrük (mượn) | 2021–22             | Süper Lig           | 26           | 5            | 3            | 1            | —    | —    | —        | —        | 29        | 6         |
| Fenerbahçe SK           | 2022–23             | Süper Lig           | 28           | 2            | 4            | 2            | —    | —    | 9        | 2        | 41        | 6         |
| Fenerbahçe SK           | 2023–24             | Süper Lig           | 2            | 0            | 0            | 0            | —    | —    | 1        | 0        | 3         | 0         |
| Fenerbahçe SK           | Tổng cộng           | Tổng cộng           | 30           | 2            | 4            | 2            | 0    | 0    | 10       | 2        | 44        | 6         |
| Tổng cộng sự nghiệp     | Tổng cộng sự nghiệp | Tổng cộng sự nghiệp | 135          | 12           | 22           | 4            | 3    | 0    | 17       | 2        | 177       | 18        |

1. ↑  Bao gồm Cúp bóng đá Đan Mạch, DFB-Pokal, Copa del Rey, Cúp bóng đá Hy Lạp và Cúp bóng đá Thổ Nhĩ Kỳ
2. ↑  Ra sân tại UEFA Youth League
3. ↑  Ra sân tại DFL-Supercup
4. 1 2  Ra sân tại UEFA Champions League
5. ↑  Ra sân tại Siêu cúp Thổ Nhĩ Kỳ
6. ↑  Ra sân một lần tại UEFA Champions League, ra sân tám lần và ghi hai bàn thắng tại UEFA Europa League
7. ↑  Ra sân tại UEFA Europa Conference League

### Quốc tế
| Đội tuyển quốc gia | Năm       | Trận | Bàn |
| ------------------ | --------- | ---- | --- |
| Thổ Nhĩ Kỳ         | 2016      | 8    | 0   |
| Thổ Nhĩ Kỳ         | 2017      | 7    | 1   |
| Tổng cộng          | Tổng cộng | 15   | 1   |

1. ↑  Ra sân hai lần tại UEFA Euro 2016

Tỷ số và kết quả liệt kê bàn thắng của Thổ Nhĩ Kỳ trước, cột tỷ số cho biết tỷ số sau mỗi bàn thắng của Mor.
| # | Ngày                | Địa điểm                                          | Đối thủ | Tỷ số | Kết quả | Giải đấu |
| - | ------------------- | ------------------------------------------------- | ------- | ----- | ------- | -------- |
| 1 | 27 tháng 3 năm 2017 | Sân vận động Eskişehir mới, Eskişehir, Thổ Nhĩ Kỳ | Moldova | 1–0   | 3–1     | Giao hữu |